# 黃永田
黃永田（1952年3月1日—2023年7月11日），臺灣臺南市人，是一家機械工廠的負責人，曾擔任臺南市南門義消救助中隊長，並斥資近四百萬元連買兩架輕航機協助消防救災、海上救溺行動，即使曾迫降摔斷小腿、面臨家人強烈反對，仍持續駕輕航機救災救人。黃永田支持臺灣本土運動、臺灣獨立建國與陳水扁總統，加入台灣國臺南分會，曾任臺南市扁友會會長。2008年12月15日，於監察院前把時任立委的邱毅所戴假髮給扯掉。揭髮事件後曾加入民主進步黨，2010年以無黨籍身分參選臺南市升格為直轄市之市議員失利。2012年接下「假髮殺手」廣告。

## 事件

### 扯掉邱毅假髮事件
2008年12月15日，前總統陳水扁在密帳案被起訴後獲無保開釋，對此判決結果不滿的邱毅，赴監察院檢舉法官周占春。當邱毅步出監院大門時，黃永田突然衝出，將邱毅的假髮直接扯下。邱毅形容自己像被脫光衣服，自尊嚴重受損，堅持對黃永田提出告訴。警方押黃返回派出所過程中，黃高喊：「你看邱毅要出賣臺灣，臺灣人要勇敢站出來，陳水扁已經倒了，我不能倒！」不過，黃接受警方偵訊時，改口辯稱當時不是故意的。黃妻則喊冤說，邱毅是他們的偶像，因為想上前和他講話，沒想到被警察團團圍住，拉扯中不慎扯落其假髮。之後黃永田因扯髮案在刑事部份被高等法院依妨害自由罪判處5月徒刑，可易科罰金15萬元定讞，民事損害賠償部份，高等法院則依臺北地方法院「導致邱毅原不為外人知的外貌遭他人知悉」等理由判黃永田須賠償邱毅卅萬元定讞，但因禿頭不會減損社會對邱毅之評價，黃永田毋須登報道歉。

### 拍攝假髮廣告
2012年9月，台灣知名假髮業者「魔髮部屋」邀請黃永田合拍「假髮殺手」廣告，用KUSO漫畫憶當年，並由黃永田、資深媒體人盛竹如、魔髮部屋執行長盛利在該廣告分別扮演假髮殺手、旁白和假髮達人，黃永田表示，2年前該假髮業者即與他接觸，為避免刺激邱毅，直到1個多月前黃永田參觀該公司假髮製造工廠才敲定。黃永田2週前北上拍首次代言廣告，據傳代言費有約6位數。他說，拍攝廣告的心情是相當輕鬆的，「和政治完全不相關，禿頭的人是無罪，戴假髮是更沒有罪呀」，只強調假髮的自然、牢固品質，該廣告影片內容也很有趣。這則廣告旁也特地標註「戲劇效果，請勿模仿」。

## 備註
1. 1 2  焦點人物／黃永田 買透天厝掛挺扁看板 （页面存档备份，存于）, 自由時報, 2008-12-16
2. ↑  館內設施捐贈芳名錄 （页面存档备份，存于）, 臺南市政府消防局
3. ↑  掀邱毅髮男子黃永田　赴北所探扁, TVBS, 2009/01/04
4. ↑  綠營228主辦台灣建國　阿扁無罪　台南市大遊行 （页面存档备份，存于）, 台灣e新聞, 2017-02-27
5. ↑  李文正議員召開「台灣主權m是中華民國e遊行記者會」記者會[永久], 臺南市議會, 2006/10/18
6. ↑  黃永田討初選費 民進黨判還10萬 （页面存档备份，存于）, 蘋果日報 (台灣), 2012年10月17日
7. ↑  99年直轄市議員選舉（區域） 候選人得票數 （页面存档备份，存于）, 中央選舉委員會
8. ↑  劉志原、王俊忠. . 自由時報. 2010-04-01  [2011-01-07]. （原始内容存档于2010-04-06） （中文（臺灣））.
9. ↑  . 中國評論新聞網. 2008-12-16  [2011-01-07]. （原始内容存档于2011-11-26） （中文（臺灣））.
10. ↑  . 中國評論新聞. 2008-12-16  [2011-06-09]. （原始内容存档于2015-09-23） （中文（臺灣））.
11. ↑  扯邱毅假髮賠30萬 黃永田不服 （页面存档备份，存于）, 自由時報, 2010-04-01
12. ↑  摘邱毅假髮 黃永田賠30萬確定, 蘋果日報 (台灣), 2010-8-25
13. ↑  扯邱毅髮印名片 黃永田昨敗訴 的存檔，存档日期2010-09-26., 自由時報, 2010-9-22
14. ↑  . ETtoday. 2012-09-29  [2012-09-29]. （原始内容存档于2018-01-17） （中文（臺灣））.
15. ↑  . 壹電視. 2012-10-01  [2017-05-29] （中文（臺灣））.
16. ↑  . TVBS. 2012-09-30  [2017-05-29] （中文（臺灣））.